# 一然
一然（イリョン、泰和6年6月11日（1206年7月18日） - 至元26年7月8日（1289年7月26日））は、高麗の禅宗の仏僧。俗姓は金、幼名は見明（または景明）、字は晦然。慶州獐山の出身。忠烈王より国尊の称号を賜り、円径冲照と号した。没後に普覚の諡号を賜り、普覚国尊一然と称されるようになった。三国時代の重要史料である『三国遺事』の撰述のほか、『語録』『偈頌雑著』などの著作がある。

## 生涯
9歳のときに海陽（光州広域市）の無量寺で出家し、各地を遍歴して仏法を修め、22歳のときに科挙の禅科に合格した。その後は宝幢庵、妙門庵、無住庵で禅の修行を続け、1261年に元宗に召されて江都で禅月堂を開き、牧牛和尚の法統を継承した。1264年には元宗に願い出て都を離れ、吾魚寺（鯃寺）（慶尚北道浦項市南区）に移り、1268年に朝廷の命で名僧百名とともに雲門寺（慶尚北道清道郡）で大蔵経落成会を行なった。1276年に勅命で雲門寺の住職となったが、1282年には忠烈王に召しだされて開京に移り、広明寺に住むこととなった。1283年には国尊（国を挙げて尊び、師と仰ぐの意）の称号を賜り、尊崇を集めたが、母が高齢だったためにいったん辞職して郷里に戻り、翌年母の最期を看取った。その間朝廷では一然のために麟角寺（慶尚北道軍威郡）を修築しており、復職した79歳の一然に田地とともに麟角寺が与えられた。以後、一然は麟角寺に永住し、1289年7月に84歳で亡くなるまで禅問答を続けていた。
麟角寺には一然のための舎利塔と碑が残っており、碑文には一然の著作として『語録』2巻・『偈頌雑著』3巻・『曹洞五位』2巻・『祖図』2巻・『大蔵須知録』3巻・『諸乗法数』7巻・『祖庭事苑』30巻・『禅門拈頌事苑』30巻などが広く知れ渡っていた、と伝えている。しかしこの碑文には『三国遺事』のことは触れられていない。

## 『三国遺事』の撰述
正史（『三国史記』）に漏れた様々の事実を意図した「遺事」を取りまとめた『三国遺事』は、一然の晩年の撰述になるものである。しかし内容の分析として、王暦の年表末に記す中国王朝を南宋までに留めて「大宋」と記しており、元を記していないことから、まだ宋が存立していた間におよその撰述を終えており、主要部分については雲門寺に住まう直前の70歳頃から国尊の称号を賜る78歳までの間（1275年 - 1283年）の著述であると見られている。